# Guido Dahm
Guido Dahm (* 8. Juni 1955 in Saarbrücken) ist ein deutscher Politiker.

## Leben und Werdegang
Nachdem er 1982 seinen Abschluss als Diplom-Soziologe ablegte, arbeitete Dahm als Marktforscher und freier Mitarbeiter bei Marktforschungsunternehmen sowie für kurze Zeit als wissenschaftlicher Mitarbeiter an der Universität Mannheim. 1989 übernahm er die Geschäftsführung beim Bildungswerk Rheinland-pfälzischer Initiativen, das zur Heinrich-Böll-Stiftung gehört. Daneben war er auch als Sozialforscher bei einem Berater tätig. Seinen Posten als Geschäftsführer legte er mit dem Einzug in den Landtag nieder. Seit 2001 betreibt er selbstständig eine Finanzberatung in seinem Wohnort Ebertsheim.

## Politik
Dahm schloss sich den Grünen 1983 an. 1984 zog er erstmals in den Kreistag des Landkreises Bad Dürkheim ein. Bei der Landtagswahl 1996 gewann er ein Mandat im rheinland-pfälzischen Landtag, das er bis zum Ende der Wahlperiode 2001 ausübte. Im Landtag war er Mitglied im Ausschuss für Bildung, Wissenschaft und Weiterbildung und im Ausschuss für Kultur, Jugend und Familie. 2009 trat er aus der Partei Bündnis 90/Die Grünen aus.
Daneben war er Mitglied im Verwaltungsrat der Kreissparkasse Bad Dürkheim-Grünstadt, im Verwaltungsrat des Raumordnungsverbands Rhein-Neckar und im Landesjugendhilfeausschuss.